# Denemarken op de Olympische Zomerspelen 1928
Denemarken nam deel aan de Olympische Zomerspelen 1928 in Amsterdam, Nederland. De zes medailles waren goed voor de dertiende plaats in het medailleklassement.

## Medailleoverzicht
| Sport      | Olympiër                                                                   | Discipline            | Medaille |
| ---------- | -------------------------------------------------------------------------- | --------------------- | -------- |
| Wielrennen | Willy Hansen                                                               | tijdrit (m)           | Goud     |
| Wielrennen | Henry Hansen                                                               | wegwedstrijd (m)      | Goud     |
| Wielrennen | Henry Hansen Leo Nielsen Orla Jørgensen                                    | wegwedstrijd team (m) | Goud     |
| Zeilen     | Vilhelm Vett Nils Otto Møller Aage Høy-Petersen Peter Schlütter Sven Linck | 6m klasse (m)         | Zilver   |
| Boksen     | Michael Michaelsen                                                         | +79,4kg (m)           | Brons    |
| Wielrennen | Willy Hansen                                                               | sprint (m)            | Brons    |

## Deelnemers en resultaten

### Atletiek
| Olympiër         | Discipline               | Resultaat | Prestatie                     |
| ---------------- | ------------------------ | --------- | ----------------------------- |
| Leo Jørgensen    | 100m (m)                 | series    | serie 9: 4de                  |
| Louis Lundgren   | 400m (m)                 | series    | serie 6: 3de                  |
| Albert Larsen    | 800m (m)                 | series    | serie 2: 6de                  |
| Albert Larsen    | 1500m (m)                | series    | serie 2: 4de in 4.01,5        |
| Carl Petersen    | 5000m (m)                | series    | serie 1: 6de in 15.13,0       |
| Louis Lundgren   | 110m horden (m)          | series    | serie 8: 5de in 15,7          |
| Herman Larsen    | 400m horden (m)          | series    | serie 1: 5de in 1.00,0        |
| Louis Lundgren   | 400m horden (m)          | series    | serie 6: 3de in 55,9          |
| Gottlieb Bach    | marathon (m)             | 51e       | 3:10.10                       |
| Aksel Madsen     | marathon (m)             | DNF       | niet gefinisht                |
| Orla Olsen       | marathon (m)             | DNF       | niet gefinisht                |
| Hermann Brügmann | verspringen (m)          | 30e       | groep 4: 9de met 6,62m        |
| Hermann Brügmann | hink-stap-springen (m)   | 18e       | kwalificatie: 18de met 13,82m |
| Aksel Nikolajsen | polsstokhoogspringen (m) | 10e       | kwalificatie: 10de met 3,50m  |

### Boksen
| Olympiër           | Discipline  | Resultaat | Prestatie |
| ------------------ | ----------- | --------- | --- |
| Aage Fahrenholtz   | -53,5kg (m) | 9e        | 1ste ronde: vrij 2de ronde: V van RSA Isaacs |
| Ricardt Madsen     | -57,2kg (m) | 9e        | 1ste ronde: W van IRL Kelly 2de ronde: V van FRA Boireau                                                                                         |
| Hans Jacob Nielsen | -61,2kg (m) | 4e        | 1ste ronde: vrij 2de ronde: W van LUX Sancassiani kwartfinale: W van NED Baan halve finale: V van ITA Orlandi bronzen finale: V van SWE Berggren |
| Arne Sande         | -66,7kg (m) | 17e       | 1ste ronde: V van IRL Lenehan |
| Ingvard Ludvigsen  | -72,6kg (m) | 9e        | 1ste ronde: vrij 2de ronde: V van ITA Toscani |
| Hans Jacob Nielsen | +79,4kg (m) | Brons     | 1ste ronde: vrij kwartfinale: W van FRA Gardebois halve finale: V van ARG Rodriguez bronzen finale: W van NOR Sørsdal                            |

### Gewichtheffen
| Olympiër     | Discipline  | Resultaat | Prestatie                                                                          |
| ------------ | ----------- | --------- | ---------------------------------------------------------------------------------- |
| Henry Nissen | -67,5kg (m) | 16e       | drukken: 15de met 70kg trekken: 15de met 75kg stoten: 12de met 105kg totaal: 245kg |

### Hockey
| Olympiër                                                                                      | Discipline | Resultaat | Prestatie                                                                                          |
| --------------------------------------------------------------------------------------------- | ---------- | --------- | -------------------------------------------------------------------------------------------------- |
| Arne Blach Otto Busch Hagbarth Dahlmann Aage Heimann Niels Heilbuth Henning Holst Erik Husted | mannen     | 5e        | groep A: 3de W van Zwitserland: 2-1 W van Oostenrijk: 3-1 V van Brits-Indië: 0-5 V van België: 0-1 |

| Groep A |             |             |             |             |             |            |            |            |        |
| #       | Land        | Wedstrijden | Wedstrijden | Wedstrijden | Wedstrijden | Doelpunten | Doelpunten | Doelpunten | Punten |
| #       | Land        | G           | W           | G           | V           | V          | T          | Saldo      | Punten |
| 1       | Brits-Indië | 5           | 3           | 2           | 0           | 23         | 5          | +18        | 11     |
| 2       | België      | 5           | 2           | 3           | 0           | 14         | 8          | +6         | 9      |
| 3       | Denemarken  | 5           | 2           | 2           | 1           | 8          | 10         | −2         | 8      |
| 4       | Zwitserland | 5           | 2           | 1           | 2           | 9          | 16         | −7         | 7      |
| 5       | Oostenrijk  | 5           | 1           | 1           | 3           | 10         | 14         | −4         | 4      |

| Ronde      | Datum     | Plaats      | Land | Score      | Land |
| ---------- | --------- | ----------- | ---- | ---------- | ---- |
| Groepsfase |           |             |      |            |      |
| 16 mei     | Amsterdam | Zwitserland | 1-2  | Denemarken |      |
| 17 mei     | Amsterdam | Denemarken  | 3-1  | Oostenrijk |      |
| 20 mei     | Amsterdam | Brits-Indië | 5-0  | Denemarken |      |
| 24 mei     | Amsterdam | Denemarken  | 0-1  | België     |      |

### Moderne vijfkamp
| Olympiër     | Discipline | Resultaat | Prestatie |
| ------------ | ---------- | --------- | --------- |
| Helge Jensen | mannen     | 10e       | 73 punten |
| Otto Olsen   | mannen     | 14e       | 82 punten |

### Paardensport
| Olympiër      | Discipline  | Resultaat | Prestatie      |
| Dressuur      | Dressuur    | Dressuur  | Dressuur       |
| ------------- | ----------- | --------- | -------------- |
| Magnus Fog    | individueel | 16e       | 202,08 punten  |
| Eventing      |             |           |                |
| Cai Gundelach | individueel | DNF       | niet gefinisht |
| Peder Jensen  | individueel | 9e        | 1885,24 punten |

### Roeien
| Olympiër | Discipline | Resultaat | Prestatie                                                                        |
| --- | ---------- | --------- | -------------------------------------------------------------------------------- |
| Arnold Schwartz | skiff (m)  | 9e        | serie 5: 2de in 8.06,0 herkansingen: 1ste in 8.20,2 kwartfinale 3: 2de in 7.47,6 |
| Svend Aage Grønvold / Georg Sjøht Bernhardt Møller Sørensen Sigfred Sørensen Ernst Friborg Jensen Carl Schmidt / Willy Sørensen Knud Olsen | acht (m)   | 7e        | serie 1: 2de in 6.35,6 herkansingen: 1ste in 6.53,2 kwartfinale 1: 2de in 6.48,4 |

### Schermen
| Olympiër                                                             | Discipline      | Resultaat | Prestatie |
| -------------------------------------------------------------------- | --------------- | --------- | --- |
| Jens Berthelsen                                                      | degen (m)       | 14e       | 1ste ronde groep C: 3de met 6 overwinningen kwartfinale groep B: 1ste met 8 overwinningen halve finale groep B: 7de met 3 overwinningen |
| Ivan Osiier                                                          | degen (m)       | 13e       | 1ste ronde groep B: 4de met 6 overwinningen kwartfinale groep C: 3de met 7 overwinningen halve finale groep A: 7de met 3 overwinningen  |
| Peter Ryefelt                                                        | degen (m)       | 30e       | 1ste ronde groep D: 4de met 5 overwinningen kwartfinale groep A: 10de met 2 overwinningen                                               |
| Ivan Osiier Jens Berthelsen Otto Bærentzen Peter Ryefelt Johan Praem | degen team (m)  | 15e       | 1ste ronde groep B: 3de met 0 overwinningen                                                                                             |
| Kim Bærentzen                                                        | floret (m)      | 31e       | 1ste ronde groep G: 4de met 3 overwinningen                                                                                             |
| Jens Berthelsen                                                      | floret (m)      | 33e       | 1ste ronde groep A: 5de met 1 overwinning                                                                                               |
| Ivan Osiier                                                          | floret (m)      | 15e       | 1ste ronde groep B: 1ste met 5 overwinningen halve finale groep C: 5de met 3 overwinningen                                              |
| Ivan Osiier Jens Berthelsen Otto Bærentzen Peter Ryefelt Johan Praem | floret team (m) | 9e        | 1ste ronde groep A: 2de met 2 overwinningen kwartfinale groep C: 3de met 0 overwinningen                                                |
| Jens Berthelsen                                                      | sabel (m)       | 13e       | 1ste ronde groep C: 3de met 3 overwinningen halve finale groep A: 5de met 3 overwinningen                                               |
| Ivan Osiier                                                          | sabel (m)       | 15e       | 1ste ronde groep B: 2de met 3 overwinningen halve finale groep C: 5de met 3 overwinningen                                               |
| Viggo Stilling-Andersen                                              | sabel (m)       | 34e       | 1ste ronde groep D: 5de met 2 overwinningen                                                                                             |
|                                                                      |                 |           | |
| Else Ahlmann-Ohlsen                                                  | floret (v)      | 27e       | 1ste ronde groep C: 7de met 0 overwinningen                                                                                             |
| Margot Bærentzen                                                     | floret (v)      | 20e       | 1ste ronde groep D: 5de met 2 overwinningen                                                                                             |
| Inger Klint                                                          | floret (v)      | 22e       | 1ste ronde groep B: 6de met 2 overwinningen                                                                                             |

### Schoonspringen
| Olympiër      | Discipline    | Resultaat | Prestatie                  |
| ------------- | ------------- | --------- | -------------------------- |
| Edith Nielsen | 10m toren (v) | 11e       | groep 1: 6de met 29 punten |

### Wielersport
| Olympiër                                | Discipline            | Resultaat | Prestatie |
| Baan                                    | Baan                  | Baan      | Baan |
| --------------------------------------- | --------------------- | --------- | --- |
| Willy Hansen                            | sprint (m)            | Brons     | 1ste ronde serie 1: W van ARG Malvassi kwartfinale 4: W van POL Koszutski halve finale 1: V van NED Mazairac bronzen finale: W van GER Bernhardt |
| Willy Hansen                            | tijdrit (m)           | Goud      | 1.14,2 |
| Weg                                     |                       |           | |
| Henry Hansen                            | wegwedstrijd (m)      | Goud      | 4:47.18 |
| Orla Jørgensen                          | wegwedstrijd (m)      | 25e       | 5:16.19 |
| Leo Nielsen                             | wegwedstrijd (m)      | 7e        | 5:05.37 |
| Poul Sørensen                           | wegwedstrijd (m)      | 28e       | 5:17.33 |
| Henry Hansen Orla Jørgensen Leo Nielsen | wegwedstrijd team (m) | Goud      | 15:09.14 |

### Worstelen
| Olympiër          | Discipline  | Resultaat   | Prestatie |
| Vrije stijl       | Vrije stijl | Vrije stijl | Vrije stijl |
| ----------------- | ----------- | ----------- | --- |
| Carlo Jørgensen   | -65kg (m)   | 4e          | 1ste ronde: V van EST Käpp zilveren halve finale: W van USA Berryman zilveren finale: V van FRA Pacôme                                                             |
| Johannes Jacobsen | -72kg (m)   | 11e         | 1ste ronde: V van BEL Roosen |
| Grieks-Romeins    |             |             | |
| Herman Andersen   | -58kg (m)   | 7e          | 1ste ronde: V van TCH Maudr 2de ronde: W van TUR Conkeroğlu 3de ronde: W van EST Pütsep 4de ronde: V van SWE Lindelöf                                              |
| Aage Meyer        | -62kg (m)   | 6e          | 1ste ronde: V van BEL Dillen 2de ronde: W van POL Mazurek 3de ronde: W van ARG Rey 4de ronde: V van SWE Malmberg                                                   |
| Einar Borges      | -67,5kg (m) | 9e          | 1ste ronde: W van SUI Mumenthaler 2de ronde: V van BEL Janssens 3de ronde: V van TCH Vávra                                                                         |
| Johannes Jacobsen | -75kg (m)   | 4e          | 1ste ronde: W van TUR Baytorun 2de ronde: W van SUI Frei 3de ronde: W van ITA Bonassin 4de ronde: V van EST Kusnets 5de ronde: vrij bronzen finale: V van HUN Papp |
| Ejnar Hansen      | -82,5kg (m) | 5e          | 1ste ronde: V van GER Rieger 2de ronde: W van POL Gałuszka 3de ronde: W van NOR Gaupset 4de ronde: V van EGY Moustafa                                              |
| Emil Larsen       | +82,5kg (m) | 11e         | 1ste ronde: V van GER Gehring 2de ronde: V van TUR Çoban |

### Zeilen
| Olympiër                                                        | Discipline   | Resultaat | Prestatie |
| --------------------------------------------------------------- | ------------ | --------- | --------- |
| Jacob Andersen                                                  | 12 voets jol | 7e        | 14 punten |
| Vilhelm Vett Aage Høy-Petersen Nils Otto Møller Peter Schlütter | 6m klasse    | Zilver    |           |

### Zwemmen
| Olympiër                                                   | Discipline            | Resultaat    | Prestatie                                                                   |
| ---------------------------------------------------------- | --------------------- | ------------ | --------------------------------------------------------------------------- |
| Jacob Andersen                                             | 100m vrije slag (v)   | series       | serie 6: 4de                                                                |
| Agnete Olsen                                               | 100m vrije slag (v)   | halve finale | serie 2: 1ste in 1.15,8 halve finale 1: 6de                                 |
| Else Jacobsen                                              | 100m rugslag (v)      | series       | serie 3: 4de in 1.31,5                                                      |
| Else Jacobsen                                              | 200m schoolslag (v)   | series       | serie 3: 1ste in 3.17,6 halve finale 1: 2de in 3.16,8 finale: 4de in 3.19,0 |
| Lilian Staugaard Rigmor Olsen Gerda Bredgaard Agnete Olsen | 4x100m vrije slag (v) | 7e           | serie 1: 4de                                                                |

Argentinië · Australië · België · Brits-Indië · Bulgarije · Canada · Chili · Cuba · Denemarken · Duitsland · Egypte · Estland · Filipijnen · Finland · Frankrijk · Griekenland · Groot-Brittannië · Haïti · Hongarije · Ierland · Italië · Japan · Joegoslavië · Letland · Litouwen · Luxemburg · Malta · Mexico · Monaco · Nederland · Nieuw-Zeeland · Noorwegen · Oostenrijk · Panama · Polen · Portugal · Roemenië · Spanje · Tsjecho-Slowakije · Turkije · Uruguay · Verenigde Staten · Zuid-Afrika · Zuid-Rhodesië · Zweden · Zwitserland